# Дружба Народів (станція метро)
41°18′42″ пн. ш. 69°14′29″ сх. д. / 41.31167° пн. ш. 69.24139° сх. д.
Дружба Народів (узб. Xalqlar Do’stligi) — станція Чилонзорської лінії Ташкентського метрополітену розташована між станціями Міллій бог і Пахтакор.
Відкрита 6 листопада 1977 у складі першої черги Чилонзорської лінії.
З 2008 по 2018 роки мала назву Буньодкор (узб. Bunyodkor)
Колонна трипрогінна станція мілкого закладення з підземними вестибюлями. Оздоблення колійних стін та колон виконано білим мармуром. Світильники вмонтовані у нави стелі.

## Ресурси Інтернету
- Станція Дружба Народів [Архівовано 17 травня 2014 у Wayback Machine.](рос.)